# Клам Галч (Аљаска)
Клам Галч (енгл. Clam Gulch) насељено је место без административног статуса у америчкој савезној држави Аљаска.

## Демографија
По попису из 2010. године број становника је 176, што је 3 (1,7%) становника више него 2000. године.
| Група             | 2000.       | 2010.       |
| Белци             | 160 (92,5%) | 150 (85,2%) |
| Афроамериканци    | 0 (0,0%)    | 0 (0,0%)    |
| Азијати           | 2 (1,2%)    | 0 (0,0%)    |
| Хиспаноамериканци | 0 (0,0%)    | 1 (0,6%)    |
| Укупно            | 173         | 176         |